# Atypopenaeus bicornis
Atypopenaeus bicornis is een tienpotigensoort uit de familie van de Penaeidae. De wetenschappelijke naam van de soort is voor het eerst geldig gepubliceerd in 1965 door Racek & Dall.